# جون كاميرون براون
جون كاميرون براون هو سياسي كندي، ولد في 1843. انتخب عضو الجمعية التشريعية لنيو برونزويك ‏.